# Čeminy
Čeminy jsou obec a vesnice v okrese Plzeň-sever v Plzeňském kraji. Žije v nich 365 obyvatel. Vsí protéká Čeminský potok.

## Historie
První písemná zmínka o vesnici pochází z roku 1239.
Dne 25. dubna 1945 byl u vesnice sestřelen americký bombardér, přičemž zahynulo šest z osmi členů posádky.

## Obyvatelstvo
| Rok            | 1869 | 1880 | 1890 | 1900 | 1910 | 1921 | 1930 | 1950 | 1961 | 1970 | 1980 | 1991 | 2001 | 2011 | 2021 |
| -------------- | ---- | ---- | ---- | ---- | ---- | ---- | ---- | ---- | ---- | ---- | ---- | ---- | ---- | ---- | ---- |
| Počet obyvatel | 586  | 652  | 625  | 539  | 561  | 574  | 536  | 338  | 402  | 368  | 268  | 258  | 225  | 256  | 322  |
| Počet domů     | 76   | 82   | 84   | 85   | 89   | 94   | 108  | 93   | 89   | 86   | 72   | 96   | 97   | 101  | 115  |

## Obecní správa
Mezi lety 1869–1980 Čeminy byly obcí v okrese Stříbro (1869–1930), poté v okrese Plzeň-okolí (1950) a později v okrese Plzeň-sever. Od 1. července 1980 do 23. listopadu 1990 patřily jako část města k Městu Touškovu a od 24. listopadu 1990 jsou opět samostatnou obcí, ale Kůští již zůstalo součástí Města Touškova.

### Obecní symboly
Znak a vlajka byly obci uděleny rozhodnutím předsedy Poslanecké sněmovny Parlamentu České republiky dne 21. dubna 2020.

## Pamětihodnosti
- Barokní zámek v Čeminách vznikl přestavbou ze starší tvrze kolem roku 1700. Později byl okolo roku 1830 rozšířen zásluhou krajského hejtmana Josefa Erbena. Erbenové vlastnili Čeminy až do roku 1840. Poté se stal majitelem panství podnikatel Johann Anton svobodný pán von Starck.
- Kaplička
- Zaniklý hrad Komberk z počátku 14. století
- Zemědělský dvůr Komberk
- Socha sv. Jana Nepomuckého
- Pomník šesti padlým Američanům